# Charaxes karkloof
Charaxes karkloof is een vlinder uit de familie van de Nymphalidae. De wetenschappelijke naam van de soort is voor het eerst geldig gepubliceerd in 1957 door Van Someren & Jackson.